# Pachyhynobius shangchengensis
Genre
Espèce
Synonymes
- Xenobius melanonychus Zhang & Hu, 1985
- Hynobius yunanicus Chen, Qu'& Niu, 2001

Statut de conservation UICN

 VU B1ab(iii,v) : Vulnérable
Pachyhynobius shangchengensis, unique représentant du genre Pachyhynobius, est une espèce d'urodèles de la famille des Hynobiidae.

## Répartition
Cette espèce est endémique de Chine. Elle se rencontre dans le sud-est du Henan et dans l'ouest du Anhui, entre 380 et 1 100 m d'altitude.

## Étymologie
Son nom d'espèce, composé de shangcheng et du suffixe latin -ensis, « qui vit dans, qui habite », lui a été donné en référence au lieu de sa découverte, le Xian de Shangcheng.

## Publication originale
- Fei, Qu'& Wu, 1983 : A new genus and species of Hynobiidae from Henan, China. Amphibian Research, Kunming, vol. 1, p. 1.